# شهرستان کلی (مینه‌سوتا)
شهرستان کلی، مینه‌سوتا (به انگلیسی: Clay County, Minnesota) شهرستانی در ایالات متحده آمریکا است که در مینه‌سوتا واقع شده‌است.